# Depi Jewratessil 2018
Depi Jewratessil 2018 (armenisch Դեպի Եվրատեսիլ, englisch Depi Evratesil) fand vom 19. Februar 2018 bis zum 24. Februar 2018 statt und war der armenische Vorentscheid für den Eurovision Song Contest 2018 in Lissabon (Portugal). Sieger wurde der Sänger Sewak Chanaghjan mit seinem Titel Qami (Քամի), welches das erste Lied darstellt, das komplett in Armenisch beim ESC vorgetragen wird.

## Konzept

### Format
Wie schon 2017, diente auch 2018 der Vorentscheid dazu den Beitrag Armeniens für den Eurovision Song Contest 2018 auszuwählen. Allerdings sollte, anders als 2017, nicht nur der Interpret, sondern auch das Lied in der Sendung bestimmt werden. Insgesamt traten 20 Kandidaten an, die auf zwei Halbfinals verteilt wurden. In jedem Halbfinale qualifizierten sich fünf Teilnehmer für das Finale. Im Halbfinale und Finale entschieden eine Jury, bestehend aus Musikern, Komponisten oder Produzenten aus unterschiedlichen europäischen Ländern, und die Zuschauer zu jeweils 50 Prozent.

### Beitragswahl
Vom 27. Oktober 2017 bis zum 15. Dezember 2017 konnten sich Interessierte für den Vorentscheid bewerben. Anders als 2017 musste man sich mit einem Song bewerben, um am Vorentscheid teilnehmen zu können. Am 27. Dezember 2017 wurden die 20 Teilnehmer bekannt gegeben. Die Lieder der Kandidaten wurden vom 15. bis zum 18. Januar veröffentlicht.

## Halbfinale

### Erstes Halbfinale
Das erste Halbfinale fand am 19. Februar 2018, 22:15 Uhr (AMST) statt. Fünf Teilnehmer qualifizierten sich für das Finale.
| Platz | Startnr. | Interpret                               | Lied Musik (M) und Text (T) | Sprache             | Übersetzung (Inoffiziell)               | Jurystimmen | Jurystimmen | Zuschauerstimmen (SMS) | Zuschauerstimmen (SMS) | Gesamt |
| Platz | Startnr. | Interpret                               | Lied Musik (M) und Text (T) | Sprache             | Übersetzung (Inoffiziell)               | Stimmen     | Punkte      | Stimmen                | Punkte                 | Gesamt |
| ----- | -------- | --------------------------------------- | --- | ------------------- | --------------------------------------- | ----------- | ----------- | ---------------------- | ---------------------- | ------ |
| 01.   | 06       | Nemra Նեմրա                             | I'm A Liar M/T: Van Yeghiazaryan | Englisch            | Ich bin ein Lügner                      | 66          | 12          | 2.125                  | 10                     | 22     |
| 02.   | 01       | Gevorg Harutyunyan Գեւորգ Հարությունյան | Stand Up M: Astghik Grigoryan, Gevorg Harutyunyan; T: Liana Aramyan                                                                                                   | Englisch            | Stehe auf                               | 31          | 06          | 2.261                  | 12                     | 18     |
| 03.   | 09       | Robert Koloyan Ռոբերտ Քոլոյան           | Get Away With Us M: Robert Koloyan, Arthur Armeni Mnatsakanyan; T: Grigor Kyokchyan                                                                                   | Englisch            | Gehe mit uns weg                        | 42          | 08          | 0789                   | 06                     | 13     |
| 04.   | 03       | Lusine Mardanyan Լուսինե Մարդանյան      | If You Don't Walk Me Home M: Lusine Mardanyan; T: Gagach Derkhorenyan                                                                                                 | Englisch            | Wenn du mit mir nicht nach Hause läufst | 44          | 10          | 0313                   | 03                     | 13     |
| 05.   | 05       | Mger Armenia Մհեր Արմենիա               | Forever M: Arsen Barsamyan; T: Arshavir Stepanyan | Englisch            | Für immer                               | 28          | 04          | 1898                   | 08                     | 12     |
| 06.   | 08       | Tamar Kaprelian ԹամարԿապրելիան          | Poison (Ari Ari) M: Tamar Kaprelian, Sebu Simonian, Harutyun Der-Hovagimian, Ovsanna Khublaryan; T: Tamar Kaprelian, Sebu Simonian, Yana Karapetyan, Sanahin Papazian | Englisch, Armenisch | Gift (Komme Komme)                      | 31          | 05          | 0543                   | 05                     | 10     |
| 07.   | 04       | Zhanna Davtyan Ժաննա Դավթյան            | Unbreakable M: Nikolayn Egibyan; T: Zhanna Davtyan, Nikolayn Egibyan                                                                                                  | Englisch            | Unzerbrechlich                          | 31          | 07          | 0259                   | 02                     | 09     |
| 08.   | 10       | Gata Band Գաթա բենդ                     | Shogha (Շողա) M/T: Andranik Manukyan | Armenisch           | Scheinen                                | 26          | 02          | 1.512                  | 07                     | 09     |
| 09.   | 07       | Hayk Kasparov Հայկ Կասպարով             | Enamórame M: Rafael Artesero Herrero; T: Rafael Artesero Herrero, Jose Juan Santana Rodriguez                                                                         | Spanisch            | Verliebe dich                           | 27          | 03          | 0361                   | 04                     | 07     |
| 10.   | 02       | Angel Անգել                             | Heartbeat M: Anzhela Barseghyan; T: Vahram Yanikyan, Anzhela Barseghyan                                                                                               | Englisch            | Herzschlag                              | 22          | 01          | 054                    | 01                     | 02     |

 Kandidat hat sich für das Finale qualifiziert.

#### Detailliertes Juryvoting (Erstes Halbfinale)
| Startnr. | Lied                      | Jury    | Jury    | Jury    | Jury    | Jury    | Jury    | Gesamt | Punkte |
| Startnr. | Lied                      | Juror 1 | Juror 2 | Juror 3 | Juror 4 | Juror 5 | Juror 6 | Gesamt | Punkte |
| --- | ------------------------- | ------- | ------- | ------- | ------- | ------- | ------- | ------ | ------ |
| 01 | Stand Up                  | 2       | 8       | 8       | 7       | 2       | 4       | 31     | 06     |
| 02 | Heartbeat                 | 5       | 4       | 5       | 4       | 3       | 1       | 22     | 01     |
| 03 | If You Don't Walk Me Home | 12      | 1       | 4       | 10      | 7       | 10      | 44     | 10     |
| 04 | Unbreakable               | 3       | 2       | 10      | 3       | 6       | 7       | 31     | 07     |
| 05 | Forever                   | 1       | 5       | 3       | 1       | 10      | 8       | 28     | 04     |
| 06 | I'm a Liar                | 10      | 12      | 12      | 12      | 8       | 12      | 66     | 12     |
| 07 | Enamórame                 | 7       | 6       | 2       | 2       | 4       | 6       | 27     | 03     |
| 08 | Poison (Ari Ari)          | 4       | 7       | 7       | 6       | 5       | 2       | 31     | 05     |
| 09 | Get Away With Us          | 8       | 3       | 6       | 8       | 12      | 5       | 42     | 08     |
| 10 | Shogha (Շողա)             | 6       | 10      | 1       | 5       | 1       | 3       | 26     | 02     |
| Jury |                           |         |         |         |         |         |         |        |        |
| - – Sacha Jean Baptiste - – Mart Normet - – Zita Kaminska - – Tali Eshkoli - – Evi Papamichael - – Mateusz Grzesinski |                           |         |         |         |         |         |         |        |        |

### Zweites Halbfinale
Das zweite Halbfinale fand am 22. Februar 2018, 22:15 Uhr (AMST) statt. Fünf Teilnehmer qualifizierten sich für das Finale.
| Platz | Startnr. | Interpret                          | Lied Musik (M) und Text (T)                                                                | Sprache   | Übersetzung (Inoffiziell) | Jurystimmen | Jurystimmen | Zuschauerstimmen (SMS) | Zuschauerstimmen (SMS) | Gesamt |
| Platz | Startnr. | Interpret                          | Lied Musik (M) und Text (T)                                                                | Sprache   | Übersetzung (Inoffiziell) | Stimmen     | Punkte      | Stimmen                | Punkte                 | Gesamt |
| ----- | -------- | ---------------------------------- | ------------------------------------------------------------------------------------------ | --------- | ------------------------- | ----------- | ----------- | ---------------------- | ---------------------- | ------ |
| 01.   | 08       | Sewak Chanaghjan Սևակ Խանաղյան     | Qami (Քամի) M: Sewak Chanaghjan; T: Anna Danielyan, Viktorya Maloyan                       | Armenisch | Wind                      | 59          | 12          | 4.146                  | 12                     | 24     |
| 02.   | 05       | Amaliya Margaryan Ամալյա Մարգարյան | Waiting For The Sun M/T: Vahram Yanikyan, Amaliya Margaryan                                | Englisch  | Auf die Sonne warten      | 56          | 10          | 1.913                  | 08                     | 18     |
| 03.   | 10       | Asmik Shiroyan Հասմիկ Շիրոյան      | You & I M: HAJ; T: Marli Harwood, Neil Ormandy, HAJ                                        | Englisch  | Du & Ich                  | 42          | 08          | 0740                   | 06                     | 14     |
| 04.   | 09       | Mariam Petrosyan Մարիամ            | Fade M/T: Mariam Petrosyan                                                                 | Englisch  | Verschwinden              | 34          | 06          | 0898                   | 07                     | 13     |
| 05.   | 03       | Kamil Show Կամիլ Շոու              | Puerto Rico M: Vahram Petrosyan; T: Arthur Abgar                                           | Spanisch  | –                         | 15          | 01          | 1.917                  | 10                     | 11     |
| 06.   | 07       | TyoM Տյոմ                          | Follow the Ocean M: Gevorg Gevorgyan; T: Inna Mkrtchyan                                    | Englisch  | Folge dem Ozean           | 27          | 03          | 0336                   | 05                     | 08     |
| 07.   | 01       | Maria’s Secret Մարիա Սիքրեթ        | Escape M: George Brainshaker; T:Maria’s Secret, Musayelyan Lilia                           | Englisch  | Fliehen                   | 30          | 05          | 0237                   | 03                     | 08     |
| 08.   | 06       | AlternatiV Ալտերնատիվ              | Stare at Me M: AlternatiV; T: Sargis Burnazyan                                             | Englisch  | Starre mich an            | 42          | 07          | 0172                   | 01                     | 08     |
| 09.   | 02       | Arman Mesropyan Արման Մեսրոպյան    | What You Hide M/T: Vahram Yanikyan                                                         | Englisch  | Was du versteckst         | 19          | 02          | 0301                   | 04                     | 06     |
| 10.   | 04       | Suren Poghosyan Սուրեն Պողոսյան    | The Voice M: Jonas Gladnikoff, Georgios Kalpakidis; T: Georgios Kalpakidis, Natasha Turner | Englisch  | Die Stimme                | 27          | 04          | 0202                   | 02                     | 06     |

 Kandidat hat sich für das Finale qualifiziert.

#### Detailliertes Juryvoting (Zweites Halbfinale)
| Startnr. | Lied                | Jury    | Jury    | Jury    | Jury    | Jury    | Jury    | Gesamt | Punkte |
| Startnr. | Lied                | Juror 1 | Juror 2 | Juror 3 | Juror 4 | Juror 5 | Juror 6 | Gesamt | Punkte |
| --- | ------------------- | ------- | ------- | ------- | ------- | ------- | ------- | ------ | ------ |
| 01 | Escape              | 10      | 5       | 5       | 5       | 4       | 1       | 30     | 05     |
| 02 | What You Hide       | 3       | 4       | 1       | 8       | 1       | 2       | 19     | 02     |
| 03 | Puerto Rico         | 1       | 1       | 2       | 1       | 2       | 8       | 15     | 01     |
| 04 | The Voice           | 2       | 8       | 6       | 3       | 5       | 3       | 27     | 04     |
| 05 | Waiting for the Sun | 8       | 10      | 8       | 10      | 10      | 10      | 56     | 10     |
| 06 | Stare at Me         | 7       | 7       | 4       | 7       | 12      | 5       | 42     | 07     |
| 07 | Follow the Ocean    | 4       | 6       | 3       | 4       | 6       | 4       | 27     | 03     |
| 08 | Qami (Քամի)         | 12      | 3       | 12      | 12      | 8       | 12      | 59     | 12     |
| 09 | Fade                | 6       | 5       | 7       | 2       | 7       | 7       | 34     | 06     |
| 10 | You and I           | 5       | 12      | 10      | 6       | 3       | 6       | 42     | 08     |
| Jury |                     |         |         |         |         |         |         |        |        |
| - – Gordon Bonello - – Molly Plank - – Felix Bergsson - – Jan Bors - – Olga Salamakha - – Natia Mschwenieradse |                     |         |         |         |         |         |         |        |        |

## Finale
Das Finale fand am 25. Februar 2018, 22:15 Uhr (AMST) statt.
| Platz | Startnr. | Interpret                              | Lied Musik (M) und Text (T)                                                         | Sprache   | Übersetzung (Inoffiziell)               | Jurystimmen | Jurystimmen | Zuschauerstimmen (SMS) | Zuschauerstimmen (SMS) | Gesamt |
| Platz | Startnr. | Interpret                              | Lied Musik (M) und Text (T)                                                         | Sprache   | Übersetzung (Inoffiziell)               | Stimmen     | Punkte      | Stimmen                | Punkte                 | Gesamt |
| ----- | -------- | -------------------------------------- | ----------------------------------------------------------------------------------- | --------- | --------------------------------------- | ----------- | ----------- | ---------------------- | ---------------------- | ------ |
| 01.   | 01       | Sewak Chanaghjan Սևակ Խանաղյան         | Qami (Քամի) M: Sewak Chanaghjan; T: Anna Danielyan, Viktorya Maloyan                | Armenisch | Wind                                    | 84          | 12          | 11.391                 | 12                     | 24     |
| 02.   | 06       | Nemra Նեմրա                            | I'm A Liar M/T: Van Yeghiazaryan                                                    | Englisch  | Ich bin ein Lügner                      | 75          | 10          | 05.815                 | 08                     | 18     |
| 03.   | 05       | Amaliya Margaryan Ամալյա Մարգարյան     | Waiting For The Sun M/T: Vahram Yanikyan, Amaliya Margaryan                         | Englisch  | Auf die Sonne warten                    | 64          | 08          | 03.507                 | 07                     | 15     |
| 04.   | 04       | Kamil Show Կամիլ Շոու                  | Puerto Rico M: Vahram Petrosyan; T: Arthur Abgar                                    | Spanisch  | –                                       | 35          | 02          | 05.961                 | 10                     | 12     |
| 05.   | 07       | Mariam Petrosyan Մարիամ                | Fade M/T: Mariam Petrosyan                                                          | Englisch  | Verschwinden                            | 47          | 05          | 01.445                 | 04                     | 09     |
| 06.   | 10       | Asmik Shiroyan Հասմիկ Շիրոյան          | You & I M: HAJ; T: Marli Harwood, Neil Ormandy, HAJ                                 | Englisch  | Du & Ich                                | 51          | 06          | 01.229                 | 03                     | 09     |
| 07.   | 03       | Lusine Mardanyan Լուսինե Մարդանյան     | If You Don't Walk Me Home M: Lusine Mardanyan; T: Gagach Derkhorenyan               | Englisch  | Wenn du mit mir nicht nach Hause läufst | 54          | 07          | 0343                   | 01                     | 08     |
| 08.   | 02       | Gevorg Harutyunyan Գևորգ Հարությունյան | Stand Up M: Astghik Grigoryan, Gevorg Harutyunyan; T: Liana Aramyan                 | Englisch  | Stehe auf                               | 40          | 03          | 02.849                 | 05                     | 08     |
| 09.   | 08       | Mger Armenia Մհեր Արմենիա              | Forever M: Arsen Barsamyan; T: Arshavir Stepanyan                                   | Englisch  | Für immer                               | 31          | 01          | 03.364                 | 06                     | 07     |
| 10.   | 09       | Robert Koloyan Ռոբերտ Քոլոյան          | Get Away With Us M: Robert Koloyan, Arthur Armeni Mnatsakanyan; T: Grigor Kyokchyan | Englisch  | Gehe mit uns weg                        | 41          | 04          | 0872                   | 02                     | 06     |

### Detailliertes Juryvoting (Finale)
| Startnr. | Lied                      | Jury    | Jury    | Jury    | Jury    | Jury    | Jury    | Jury    | Jury    | Jury    | Gesamt | Punkte |
| Startnr. | Lied                      | Juror 1 | Juror 2 | Juror 3 | Juror 4 | Juror 5 | Juror 6 | Juror 7 | Juror 8 | Juror 9 | Gesamt | Punkte |
| --- | ------------------------- | ------- | ------- | ------- | ------- | ------- | ------- | ------- | ------- | ------- | ------ | ------ |
| 01 | Qami (Քամի)               | 10      | 3       | 12      | 12      | 10      | 12      | 6       | 7       | 12      | 84     | 12     |
| 02 | Stand Up                  | 1       | 8       | 4       | 2       | 5       | 8       | 3       | 6       | 3       | 40     | 03     |
| 03 | If You Don't Walk Me Home | 4       | 6       | 2       | 6       | 3       | 10      | 8       | 10      | 5       | 54     | 07     |
| 04 | Puerto Rico               | 2       | 1       | 1       | 5       | 12      | 7       | 1       | 5       | 1       | 35     | 02     |
| 05 | Waiting for the Sun       | 7       | 7       | 7       | 10      | 7       | 4       | 12      | 8       | 2       | 64     | 08     |
| 06 | I'm a Liar                | 8       | 4       | 10      | 7       | 8       | 6       | 10      | 12      | 10      | 75     | 10     |
| 07 | Fade                      | 5       | 5       | 5       | 8       | 6       | 3       | 5       | 4       | 6       | 47     | 06     |
| 08 | Forever                   | 6       | 10      | 3       | 1       | 2       | 2       | 2       | 1       | 4       | 31     | 01     |
| 09 | Get Away With Us          | 12      | 2       | 6       | 3       | 1       | 1       | 7       | 2       | 7       | 41     | 04     |
| 10 | You and I                 | 3       | 12      | 8       | 4       | 4       | 5       | 4       | 3       | 8       | 51     | 05     |
| Jury |                           |         |         |         |         |         |         |         |         |         |        |        |
| - – Nicola Caligiore - – Olga Salamakha - – Sacha Jean Baptiste - – Natia Mschwenieradse - – Gordon Bonello - – Mart Normet - – Ovi - – Edoardo Grassi - – Christer Björkman |                           |         |         |         |         |         |         |         |         |         |        |        |